# Eve (serie televisiva 2022)
Eve (hangŭl: 이브?, IbeuLR ) è una serie televisiva sudcoreana con Seo Yea-ji, Park Byung-eun, Yoo Sun e Lee Sang-yeob. È andata in onda su tvN dal 1 giugno al 21 luglio 2022.

## Trama
Eve racconta la storia della causa di divorzio di una famiglia chaebol che sconvolge l'intera nazione. Al centro della causa c'è Lee Ra-el, in cerca di vendetta contro chi le uccise i genitori quando era bambina.

## Personaggi
- Seo Yea-ji nel ruolo di Lee Ra-el/Kim Sun-bin 
  - Kim Ji-an nel ruolo della giovane Lee Ra-el
- Park Byung-eun nel ruolo di Kang Yoon-gyeom
- Yoo Sun nel ruolo di Han So-ra
- Lee Sang-yeob nel ruolo di Seo Eun-pyung
- Lee Il-hwa nel ruolo di Jang Moon-hee
- Lee Ha-yool nel ruolo di Jang Jin-wook
- Kim Si-woo nel ruolo di Jang Bo-ram
- Jo Deok-hyun nel ruolo di Lee Tae-joon
- Kim Jung-young nel ruolo di Kim Jin-sook
- Park Myung-hoon nel ruolo di Kang Si-gyeom
- Lee Se-na nel ruolo di Yoon Soo-jung
- Noh Ha-yeon nel ruolo di Kang Da-bi
- Jeon Kook-hwan nel ruolo di Han Pan-ro
- Jung Hae-kyun nel ruolo di Kim Jeong-chul
- Cha Ji-hyuk nel ruolo di Moon Do-wan
- Son So-mang nel ruolo di Eun Dam-ri
- Kim Ye-eun nel ruolo di Yeo Ji-hee
- Lee Ji-ha nel ruolo di Chae Ri-sa
- So Hee-jung nel ruolo di Kim Gye-young